# Rhathymus bicolor
Rhathymus bicolor är en biart som beskrevs av Amédée Louis Michel Lepeletier och Audinet-serville 1828. Rhathymus bicolor ingår i släktet Rhathymus och familjen långtungebin. Inga underarter finns listade i Catalogue of Life.